# Карагёль (озеро, Лачинский район)
Карагёль (азерб. Qaragöl — «чёрное озеро») или Перичингыл-Карагёль (азерб. Pəriçınqıl Qaragölü) — пресноводное озеро на территории Лачинского района Азербайджана.
Находится на высоте 2961,3 м, к юго-западу от горы Аллагелляр. Площадь озера составляет около 90 га, средняя глубина — 2,7 м. Вода озера используется для поения скота.